# 傅應期
傅應期（16世紀—1649年），字兆合，江西南昌府進賢縣人，明朝、南明政治人物。

## 生平
傅應期是萬曆四十六年（1618年）的舉人，崇禎元年（1628年）會試本來獲考官錄取，但最後卻下第，後授順昌知縣，平息人民紛爭，以道理令各方覺得公允，在任一年流寇散去、人民安樂；適逢楚王朱華奎奉旨造錢通行福建，商人深以為苦，他上啟楚王此事會為害地方，楚王卻指「撫按沒有發表意見，一介縣令反而喋喋不休」，他因此辭官回鄉。
之後傅應期得原官起用，補任廣西宣化知縣，永曆年間擢官右江道參議，入朝為太僕寺卿，到永曆三年（1649年）去世，入祀鄉賢祠。
其子傅弘烈為清朝的廣西巡撫，入祀賢良祠。

## 引用
1. 1 2  康熙《進賢縣志·卷十五·人物志二》：傅應期，字兆合，戊午舉于鄉，庚辰【戊辰】會闈擬元不得竟下第，久困公車授順昌縣知縣，寓撫字于催科，凡訟者勸其息爭，隨以理直之務使平情而已，涖任一載盜散民安，臺司交登荐剡偶。楚藩奉旨造錢通行閩省，商賈苦之，期具啟王差借名皷鑄為害地方，王以撫按無言、縣令嘵嘵為怪，期遂掛冠歸。隨奉昌原官起用，補廣西宣化縣知縣，歷陞太僕寺卿，未竟厥施賫志以歿，嘗自言曰：「敦五倫乃為實學舍，一貫皆是異端。」又曰：「養德量以充福量，存仁心以格天心。」皆名言也，祀鄉賢。
2. ↑  錢海岳《南明史·卷五十八·列傳第三十四》：（永曆）時張元琳、樊師孔、傅應期、官撫極、劉靖、高𦒰先後官太僕。……應期，字兆合，進賢人。萬曆四十六年舉於鄉。授順昌知縣，寓賦【撫】催科；凡訟者務勸息爭，隨以禮【理】直之，使平情而已；凡訟者務勸息爭，隨以禮直之，使平情而已；又與士民講孝弟。在任一年，寇散民安。以楚王造錢，力爭歸。永曆時，累擢右江參議，入為太僕卿，三年卒。子弘烈字仲謀，隆武元年舉廣西鄉試，自遷江知縣陞御史。降清，事見《清史》。